# Imperio chino
Imperio chino (en chino tradicional, 中華帝國; en chino simplificado, 中华帝国; pinyin, Zhōnghuá Dìguó), o Imperio de China, se refiere al territorio gobernado por el emperador de China durante la era de la China imperial. Fue acuñado por académicos occidentales para describir las dinastías Ming y Qing (o las dinastías imperiales chinas en general). Otro término era el de «Imperio Celestial», en referencia a la condición del emperador como Hijo del Cielo. En el año 221 a. C., China se unificó bajo un emperador por primera vez y, desde entonces, diversas dinastías imperiales gobernaron China durante dos milenios, entre ellas las dinastías Qin, Han, Jin, Sui, Tang, Song, Yuan, Ming y Qing.

## Etimología y uso
La palabra "China" se utiliza en los idiomas occidentales de origen europeo desde el siglo XVI. Antes, los europeos conocían a China como Catay, como se utiliza en el libro de viajes de Marco Polo en el siglo XIII (durante la dinastía Yuan), y a la mayoría de los europeos les llevó un tiempo convencerse de que Catay se refería a China o a China del Norte. El término "Imperio chino" apareció por primera vez en el siglo XVI (finales de la dinastía Ming) y su uso aumentó durante la siguiente dinastía Qing.

## Historia

### Antecedentes
Si bien las dinastías chinas han existido desde el II milenio a. C. ―con los Xia, Shang y Zhou―, no fue hasta las conquistas de Qin Shi Huang que China fue verdaderamente unificada. China estuvo por siglos dividida en pequeños feudos y reinos, lo cual explica la gran diversidad lingüística que hay en dicho país. Durante la dinastía Zhou (1046-256 a. C.), la poca autoridad que ejercía el rey (王; Wáng) desapareció por completo, dando paso al periodo de primaveras y otoños y, posteriormente, de los reinos combatientes. En el año 221 a. C., el rey Ying Zheng de Qin derrotó al Estado Qi y unificó toda China bajo su mandato, asumiendo el título de "Primer Emperador" (始皇帝, Shi Huangdi). Ying Zheng pasaría a la historia con el nombre de Qin Shi Huang.

### Imperio temprano
El imperio temprano inició en la Edad del Hierro con la unificación de China por Qin Shi Huang en el 221 a. C. Este acontecimiento puso fin a cinco siglos de guerras feudales que asolaron la dinastía Zhou y el territorio oriental de la actual China. La corta dinastía Qin introdujo un gobierno centralizado bajo el sistema de una monarquía absoluta concentrada en la figura del emperador de China. Después de abolir el feudalismo junto a su primer ministro, Li Si, dividió su imperio en 36 provincias regidas por 3 gobernadores, uno de los cuales era civil y otro militar. La estructura de gobierno Qin consistía en el sistema denominado Tres Señores y Nueve Ministros, en el cual los tres cargos de los señores eran ocupados por los tres funcionarios de más alto rango en el gobierno imperial, mientras los nueve ministros estaban compuestos por todos los ministros de importancia en el gobierno central. Asimismo, construyó redes de comunicación entre los distintos municipios del imperio. También se produjo una estandarización de unidades de todo tipo, entre las cuales cabe destacar la de masa y la monetaria. La longitud de los ejes de los carros pasó a tener un valor estándar y toda China pasó a regirse por el mismo código de leyes. Pese a todas estas reformas, quizás, la más significativa fue la unificación de la escritura. También se comenzó la colosal obra de ingeniería de la Gran Muralla.
La dinastía Qin colapsó tras la muerte de Qin Shi Huang en el 210 a. C., evento que fue rápidamente seguido por rebeliones por toda China. Los Qin desaparecieron en el año 206 a. C. y fueron sustituidos por la dinastía Han, que gobernó durante cuatro siglos (más que cualquier otra dinastía) e hicieron del confucianismo la ideología oficialmente del Estado. Durante este periodo, la cultura floreció y China expandió su influencia y territorio por toda Asia Oriental. La dinastía terminó en el año 220, luego de décadas de crisis política y degradación del gobierno central. El imperio fue dividido en Tres Reinos (Wei, Shu y Wu) y luego en dinastías meridionales y septentrionales, comenzado así la era de desunión conocida como las Seis Dinastías, un período de 400 años de continua guerra que duró hasta el ascenso de la dinastía Sui en el año 589. 

### Imperio medio
El imperio medio inició con la reunificación de China por la corta dinastía Sui en 589. Los Sui reemplazaron el sistema de nueve rangos con el sistema de examen imperial chino y se embarcaron en grandes obras públicas, como la conexión de algunos canales acuáticos ya existentes para formar el Gran Canal. También reemplazaron la estructura previa del Estado con la de los Tres Departamentos y Seis Ministerios, un sistema que no sufrió demasiados cambios hasta la aprobación de un gabinete en mayo de 1911 justo antes de la Revolución de Xinhai.
La breve dinastía Sui fue reemplazada por la dinastía Tang, que gobernó prósperamente durante tres siglos y condujo a China a una nueva era de riqueza y estabilidad no vista desde el periodo Han. Su caída en el 907 fue seguida de décadas de agitación conocidas como las Cinco Dinastías y los Diez Reinos. Varias tribus del norte se aprovecharon de la desunión para establecer las Dinastías del Norte. La mayor parte de la China propia fue reunificada por la dinastía Song en el año 960. Esta vio grandes avances tecnológicos, económicos y culturales, tales como el surgimiento del neoconfucianismo. China fue conquistada por el Imperio mongol en 1279. El período que abarca las dinastías Tang y Song también se le conoce como la Edad de Oro de China.

### Imperio tardío
El Imperio tardío se refiere al período entre el final del dominio mongol en 1368 y el establecimiento de la República de China en 1912. Incluye las dinastías Ming y Qing, aunque a veces se incluye también la dinastía Yuan.
El uso de los términos China Imperial temprana, media y tardía es el preferido por muchos historiadores económicos, culturales y sociales sobre la periodización estándar dinástica en que se hace hincapié en las continuidades sociales y económicas entre dinastías. En particular, existe un consenso entre los historiadores que, a diferencia de la dinastía Yuan, la invasión manchú no marca una discontinuidad relativamente fuerte en la historia de China y que la mayoría de las tendencias culturales y sociales de la época cruzaron la división entre los Ming y los Qing. Al mismo tiempo, algunos historiadores señalan que esta periodización tiende a considerar que los períodos de aquellas dinastías estables y unidas como "normales" y "estándar" y los períodos en el medio como "anormales".

### Abolición
Un año después de la Revolución china de 1911, la monarquía Qing fue abolida tras la abdicación del Emperador Xuantong (Puyi), poniendo así fin a la era de la China Imperial. Tres años después, Yuan Shikai restableció el poder imperial, con él mismo como emperador. El mandato duró sólo 83 días antes de que él mismo abdicara debido a la creciente desaprobación y las revueltas, así como al deterioro de la salud de Yuan.. En julio de 1917, Puyi fue reinstalado por Zhang Xun, pero la restauración se revirtió en menos de dos semanas.